# Bảo tàng Mỹ thuật Việt Nam
Bảo tàng Mỹ thuật Việt Nam là một trong những bảo tàng có vị trí quan trọng nhất trong việc lưu giữ kho tàng di sản văn hóa nghệ thuật của cộng đồng các dân tộc Việt Nam. Bảo tàng tọa lạc tại số 66 đường Nguyễn Thái Học, phường Điện Biên, quận Ba Đình, thành phố Hà Nội, nằm đối diện phía sau Văn Miếu - Quốc Tử Giám.

## Lịch sử
Ngôi nhà này (viện bảo tàng) được người Pháp xây dựng vào những năm 30 của thế kỷ 20 với chức năng là nơi dành cho con gái của các quan chức người Pháp từ khắp Đông Dương về Hà Nội trọ học. Năm 1962, nhà nước Việt Nam giao cho Bộ Văn hóa cải tạo ngôi nhà từ chỗ mang dáng dấp kiến trúc phương Tây được bổ sung những chi tiết trang trí kiến trúc của đình làng Việt Nam để làm nơi trưng bày vĩnh viễn các tác phẩm mỹ thuật của Việt Nam. Năm 1966, Bảo tàng Mỹ thuật Việt Nam chính thức được khánh thành với diện tích mặt bằng là 4200 m² và diện tích trưng bày là 1200m², năm 1997 - 1999, đã được mở rộng với tổng diện tích là 4737 m² và diện tích trưng bày là 3000m².

## Các loại hiện vật trưng bày

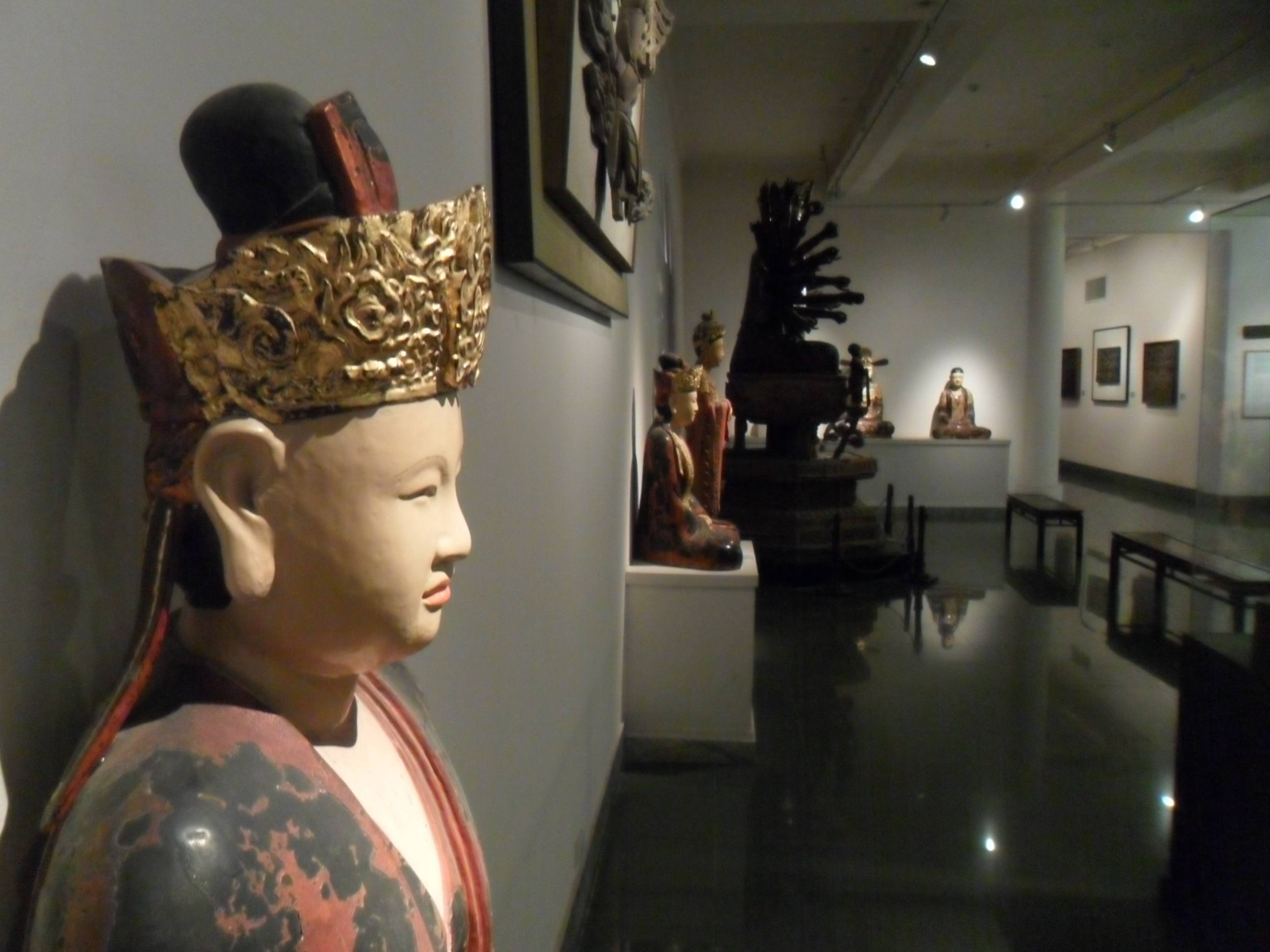
Một góc phòng trưng bày mỹ thuật Lê Sơ-Mạc-Lê Trung Hưng

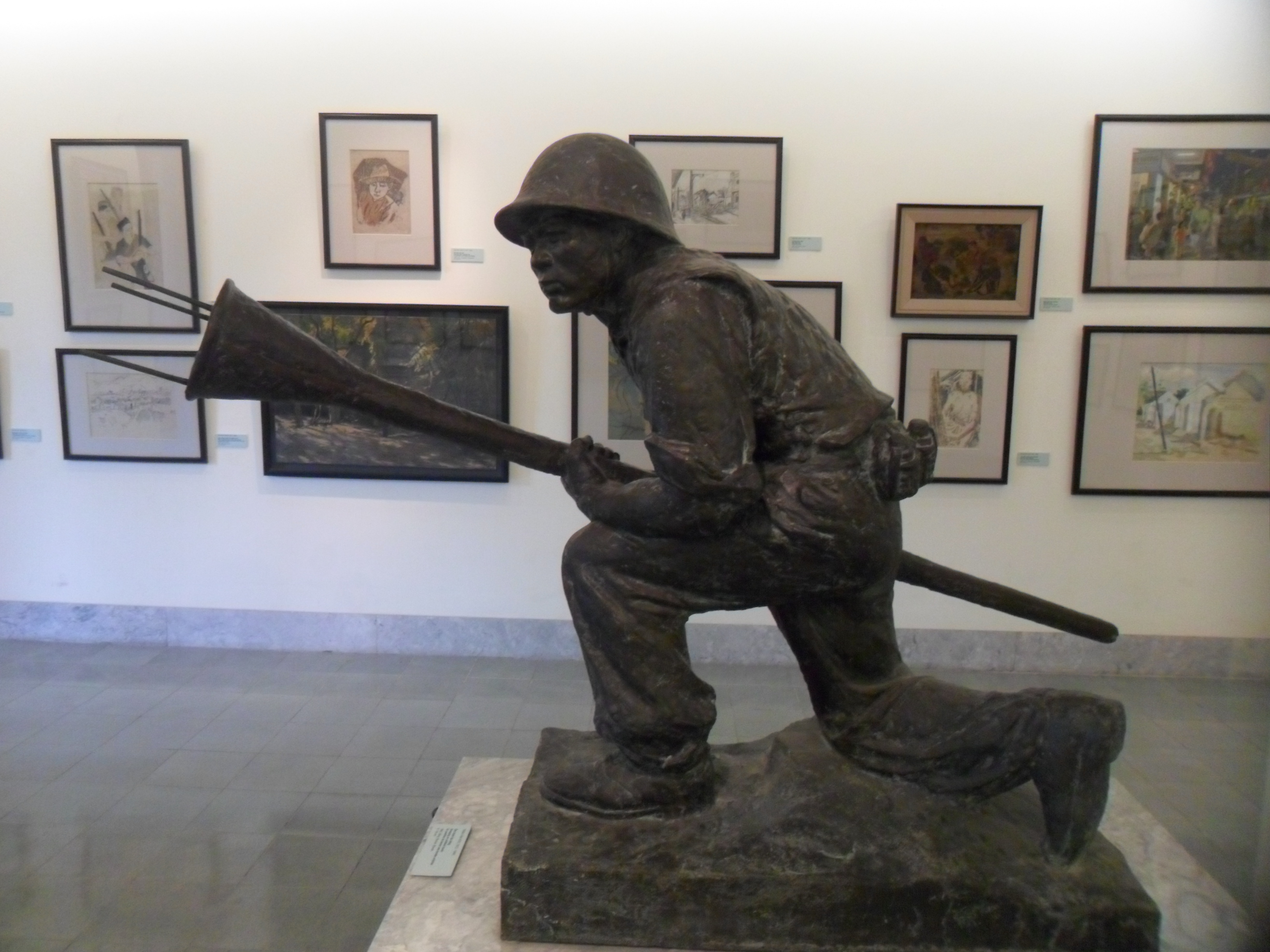
Tượng Ôm bom ba càng (Trần Văn Hòe) trong chủ đề Mỹ thuật đương đại

Bảo tàng Mỹ thuật Việt Nam hiện giữ trên 18.000 hiện vật trong nước tiêu biểu cho nền Mỹ thuật Việt Nam từ thời tiền sử đến nay.
- Mỹ thuật thời Tiền sử - Sơ sử.
  - Mỹ thuật thời kỳ đồ đá.
  - Mỹ thuật thời kỳ đồ sắt.
- Mỹ thuật từ thế kỷ 11 đến thế kỷ 19.
  - Mỹ thuật thời Lý - thời Trần
  - Mỹ thuật thời kỳ Lê Sơ - Mạc - Lê Trung Hưng.
  - Mỹ thuật thời Tây Sơn - thời Nguyễn.
- Mỹ thuật đương đại (tranh tượng thế kỷ 20).
  - Tranh tượng sáng tác trước Cách mạng (1925-1945).
  - Tranh tượng sáng tác trong giai đoạn kháng chiến chống Pháp (1945-1954).
  - Tranh sơn mài và điêu khắc hiện đại.
  - Tranh lụa và điêu khắc hiện đại.
  - Tranh giấy và điêu khắc hiện đại.
  - Tranh sơn dầu và điêu khắc hiện đại
- Mỹ thuật ứng dụng.
- Mỹ thuật dân gian.
  - Tranh dân gian.
  - Tranh thờ miền núi.
- Gốm nghệ thuật Việt Nam từ thế kỷ 11 đến thế kỷ 20.
  - Gốm thời Lý-Trần (thế kỷ 11 đến thế kỷ 14)
  - Gốm từ thế kỷ 15 đến 19.
  - Gốm hiện đại (thế kỷ 20).

Một số họa sĩ nổi tiếng của Việt Nam có tác phẩm trưng bày ở đây như: Nguyễn Gia Trí, Tô Ngọc Vân, Trần Văn Cẩn, Nguyễn Phan Chánh, Lương Xuân Nhị...
Nhiều tác phẩm được trưng bài tại Bảo tàng Mỹ thuật hiện nay là bản sao vì bản gốc đã bị bán đi hay bị thất lạc. Theo Nora Taylor, chuyên gia tranh Việt Nam tại Viện Nghệ thuật Chicago, khoảng một nửa số bức tranh là bản sao. Trong thời chiến tranh Việt Nam, nhiều bản chính đã được đưa đi sơ tán và bản chép được trưng bày, nhưng sau chiến tranh nhiều bản chính không được đưa về chỗ cũ.

Toàn cảnh mặt tiền của bảo tàng.

## Lưu trữ
So với nhiều bảo tàng có tên tuổi trên thế giới, Bảo tàng Mỹ thuật Việt Nam còn ở mức khiêm tốn và trẻ trung. Trên 2200 hiện vật chọn lọc (từ hơn 20.000 hiện vật) được trưng bày thường xuyên, còn lại toàn bộ hiện vật được lưu trữ và bảo quản tại kho lưu trữ bảo quản.học.
- Sưu tập Hội họa: 6310 tác phẩm
- Sưu tập Điêu khắc: 993 hiện vật
- Sưu tập Mỹ thuật truyền thống: 2012 hiện vật
- Sưu tập Gốm: 6455 hiện vật
- Sưu tập Mỹ thuật nước ngoài: trên 400 hiện vật

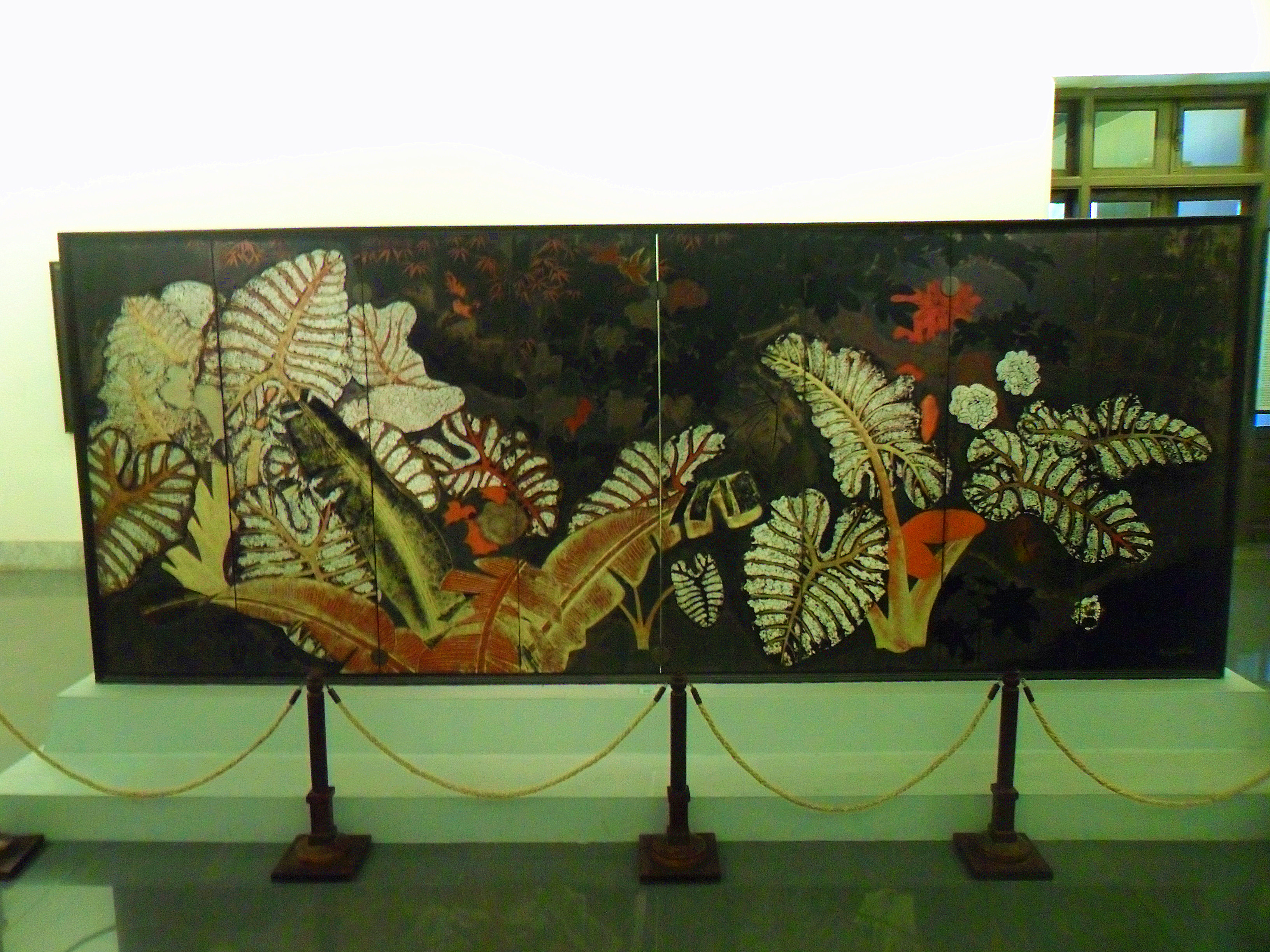
Bảo tàng lưu giữ nhiều tác phẩm giá trị như Dọc mùng được xếp vào hàng Quốc bảo

## Chức năng của bảo tàng
- Nghiên cứu về lịch sử mỹ thuật của cộng đồng các dân tộc Việt Nam.
- Sưu tầm kiểm kê, bảo quản, trưng bày và giới thiệu các tài liệu hiện vật về lịch sử mỹ thuật của cộng đồng các dân tộc Việt Nam.
- Tiếp nhận tài liệu, hiện vật, sưu tập di sản văn hóa phi vật thể, di vật, cổ vật, bảo vật quốc gia về lịch sử mỹ thuật của các tổ chức và cá nhân trao tặng hoặc gửi giữ.
- Tổ chức các hoạt động văn hóa, vui chơi, giải trí, hoạt động dịch vụ phù hợp với chức năng, nhiệm vụ của Bảo tàng.

## Bảo tàng Mỹ thuật tại Việt Nam
- Bảo tàng Mỹ thuật Thành phố Hồ Chí Minh
- Bảo tàng Mỹ thuật Cung đình Huế